# Byrsonima umbellata
Byrsonima umbellata là một loài thực vật có hoa trong họ Malpighiaceae. Loài này được Mart. ex A.Juss. mô tả khoa học đầu tiên năm 1840.

## Hình ảnh

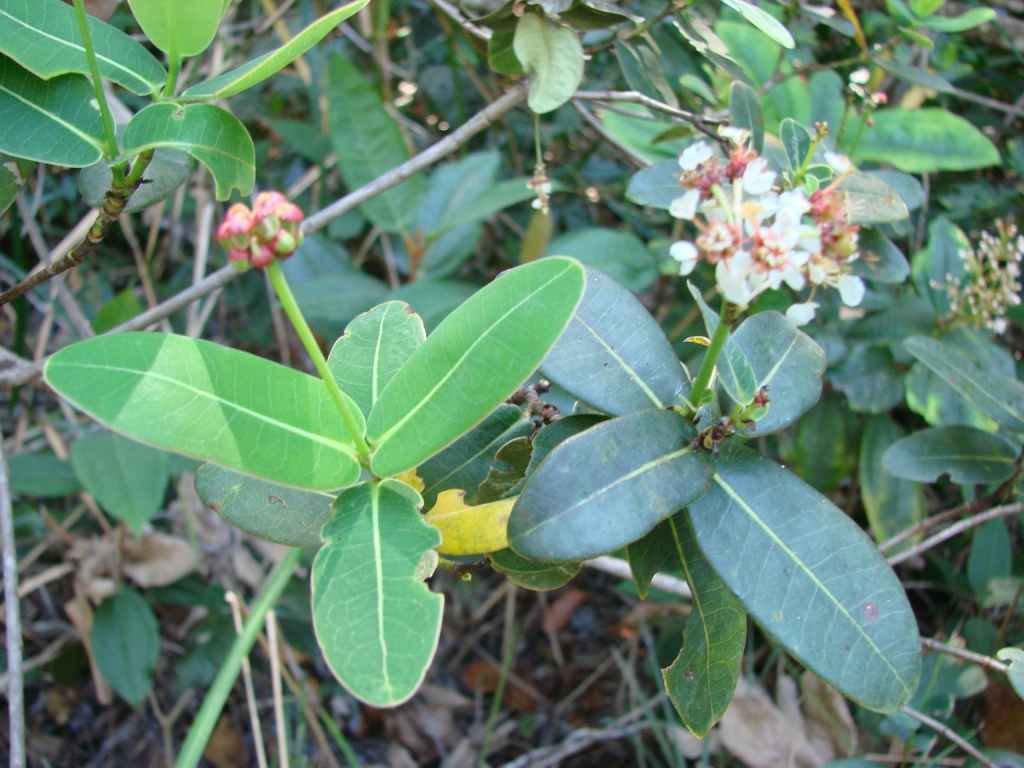